# Logística
La logística (del latín medieval logisticus, y este del griego. λογιστικός, logistikós) es el conjunto de medios y métodos necesarios para llevar a cabo la organización de una empresa, o de un servicio, especialmente de distribución.
Para la distribución, la logística se encarga de coordinar el transporte, la visión estratégica de la cadena de suministros, la gestión de los procesos de producción y distribución, así como con las tareas relativas a las compras de las empresas. En el ámbito empresarial existen múltiples definiciones del término logística, que ha evolucionado desde la logística militar hasta el concepto contemporáneo del arte y la técnica que se ocupa de la organización de los flujos de mercancías, energía e información. La logística es fundamental para el comercio. Las actividades logísticas conforman un sistema que es el enlace entre la producción y los mercados que están separados por el tiempo y la distancia. La logística empresarial, por medio de la administración logística y de la cadena de suministro, cubre la gestión y la planificación de actividades de los departamentos de compras, producción, transporte, almacenaje, manutención y distribución.

## Origen de la logística: antecedentes y logística militar

Escudo de la Fuerza Logística Operativa del Ejército de Tierra Español

Desde el origen de la civilización, los productos que la gente desea no se producen en el lugar donde se quieren consumir o no están disponibles cuando se desea consumirlos. Por aquel entonces, la comida y otros productos existían en abundancia sólo en determinadas épocas del año. Al principio, la humanidad tuvo que optar por consumir los productos en el lugar donde se encontraban o transportarlos a un lugar determinado y almacenarlos allí para uso posterior. Como no existía un sistema desarrollado de transporte y almacenamiento, el movimiento de los productos se limitaba a lo que una persona podía acarrear, y el almacenamiento de los productos perecederos era posible solamente por un período corto. Este sistema de transporte y almacenamiento obligaba a las personas a vivir cerca de los lugares de producción y a consumir una gama bastante pequeña de productos o servicios.
Cuando los sistemas logísticos empezaron a mejorar, el consumo y la producción fueron separándose geográficamente. Las distintas zonas se especializaron en lo que podían producir más eficientemente. Así, el exceso de producción se pudo enviar de forma rentable a otras regiones y los productos que no se fabricaban en la zona pudieron importarse.

## Objetivos principales
La misión fundamental de la logística empresarial es colocar los productos adecuados (bienes y servicios) en el lugar adecuado, en el momento preciso y en las condiciones deseadas, contribuyendo lo máximo posible a la rentabilidad de la empresa.
La logística tiene como objetivo la satisfacción de la demanda en las mejores condiciones de servicio, costo y calidad. Se encarga de la gestión de los medios necesarios para alcanzar este objetivo (superficies, medios de transportes, informática, etc.) y moviliza tanto los recursos humanos como los financieros que sean adecuados.
Garantizar la calidad de servicio, es decir la conformidad con los requisitos de los clientes, da una ventaja competitiva a la empresa. Hacerlo a coste menor permite mejorar el margen de beneficio de la empresa. Conseguirlo garantizando la seguridad permite a la empresa evitar sanciones, pero también comunicar en temas actuales como el respeto del medio ambiente, los productos éticos, etc. Estos tres parámetros permiten explicar el carácter estratégico de la función logística en muchas empresas (la presión del entorno crea la función). Actualmente los directores de logística son miembros de los comités de dirección de las empresas y reportan a los accionistas.
Los dominios de responsabilidad de los logísticos son variados: operacionales (ejecución), tácticos (organización de la empresa) y estratégicos (planes estratégicos, prospectiva, responsabilidad y conocimiento).

## Cadena logística
En negocios o en cualquier tipo de empresa la logística puede tener un enfoque (interno o externo) que cubre el flujo desde el origen hasta la entrega al usuario final. Todo ello al mínimo coste global para la empresa.
Existen dos ventajas
- Una optimiza un flujo de material constante a través de una red de enlaces de transporte y de centros del almacenaje.
- La otra coordina una secuencia de recursos para realizar un determinado proyecto.

Los sistemas de flujo logístico se optimizan generalmente para una de varias metas: evitar la escasez de los productos (en sistemas militares, especialmente referido al combustible y la munición), reducir al mínimo el coste del transporte, obtener un bien en un tiempo mínimo o almacenaje mínimo de bienes (en tiempo y cantidad). El flujo logístico es particularmente importante en la fabricación just in time (justo a tiempo) en la cual el gran énfasis se pone en reducción al mínimo del inventario. Una tendencia reciente en grandes cadenas de distribución es asignar estas metas a los artículos comunes individuales, más que optimizar el sistema entero para un objetivo determinado. Esto es posible porque los planes describen generalmente las cantidades comunes que se almacenarán en cada localización y estos varían dependiendo de la estrategia. El método básico de optimizar un sistema de estándar de distribución es utilizar un árbol de cobertura mínima de distribución para diseñar la red del transporte, y después situar los nodos de almacenaje dimensionados para gestionar la demanda mínima, media o máxima de artículos. Muy a menudo, la demanda está limitada por la capacidad de transporte existente fuera de la localización del nodo de almacenaje. Cuando el transporte fuera de un punto del almacenaje excede su almacenaje o capacidad entrante, el almacenaje es útil solamente para igualar la cantidad de transporte por unidad de hora con objeto de reducir picos de carga en el sistema del transporte.

## Operador logístico
Es una empresa que se encarga de operar la carga de un cliente y entregarla en un punto; también desarrolla un proceso de gestión a lo largo de la Cadena de abastecimiento para cumplir satisfactoriamente con los requerimientos logísticos de sus clientes, haciendo uso de diversas herramientas y conocimientos que solo pueden adquirirse mediante su experiencia en el sector correspondiente.
En función de tres factores fundamentales, pueden encontrarse diferentes modalidades de servicios ofrecidos por los operadores:

#### De acuerdo con el tipo de proceso
- Logística dedicada: Cuando el servicio prestado al cliente se ofrece en forma exclusiva, previo diseño a la medida del proyecto logístico requerido. Es un servicio monocliente.

- Logística compartida: Los servicios prestados forman parte de un catálogo ofertado por el operador logístico, y por tanto pueden ser solicitados por otras empresas. Es un servicio multicliente.

#### De acuerdo con la localización o ubicación física de la operación
- Logística en la empresa: Se lleva a cabo en las dependencias de la empresa contratante del servicio, que cede parte de sus instalaciones a la compañía subcontratada para desarrollar la función objeto del contrato.

- Logística fuera de la empresa: El servicio se ejecuta en el establecimiento del operador logístico, diferente de la ubicación de la empresa subcontratante.

#### De acuerdo con los recursos humanos y técnicos
- Recursos propios: Cuando se emplean los recursos de la empresa de carácter fijo o temporal, y la gestión del sistema corre a cargo de la organización subcontratada.

- Recursos externos: Cuando los recursos pertenecen a la compañía subcontratada y no a la empresa subcontratante.

## Plataforma logística
Es una zona delimitada al interior de la cual se ejercen las actividades relativas al transporte, empaque y distribución, para tránsito nacional y/o internacional de mercancías de uno o varios operadores. Así, debe tener un régimen de libre concurrencia para todas las empresas interesadas en ejecutar las actividades anunciadas; también debe estar dotada de todos los equipos colectivos necesarios para el funcionamiento de las actividades logísticas, contar con servicios comunes para personas y vehículos usuarios; asimismo, puede ser administrada por una entidad única, pública, privada o mixta.
Las plataformas logísticas con más de un modo de transporte son:
- Zonas de actividades logísticas portuarias;
- Centros de carga aérea;[8]
- Puertos secos;
- Plataformas logísticas multimodales.

## Logística digital
La logística digital es un concepto que surge de la integración entre la logística tradicional y la era digital. Con el auge del correo electrónico y las descargas digitales reemplazando productos físicos, se podría hablar de un golpe para la industria de la logística, pero, de hecho, ha ocurrido algo muy diferente: el sector de la logística ha introducido las innovaciones digitales. En la última década muchas compañías han experimentado un proceso de transformación digital para adaptarse a los cambios que conlleva esta nueva etapa, abandonando cualquier proceso analógico como pueden ser papeleos, llamadas y trámites. Con la digitalización, los ya nombrados operadores logísticos se encargan de operar la carga de un cliente y entregarla en un punto utilizando una plataforma logística en línea mediante la cual puedes realizar y gestionar flujos y envíos de comunicaciones digitalmente.

## Funciones del área de logística
La función logística se encarga de la gestión de los flujos físicos (materias primas, productos acabados…) y se interesa a su entorno. El entorno corresponde en este caso a:
- Recursos (humanos, consumibles, energía…)
- Bienes necesarios a la realización de la prestación (almacenes propios, herramientas, camiones propios, sistemas informáticos…)
- Servicios (transportes o almacén subcontratados…)

La función logística gestiona directamente los flujos físicos e indirectamente los flujos financieros y de información asociados.
Los flujos físicos son generalmente divididos entre los “de compra” (entre un proveedor y su cliente), “de distribución” (entre un proveedor y el cliente final) y “de devolución” (logística inversa).
A la vez, es interesante adoptar una visión más global acerca de los operadores logísticos, y es que muchos de estos actores consideran que una de sus principales tareas es la de optimizar el proceso logístico. De acuerdo con esta visión, un operador logístico debe no solo ocuparse del almacenaje o transporte de las mercancías de su cliente, sino optimizar toda la operativa logística complementaria a fin de obtener los mejores resultados para su clientela. Esta gestión puede incluir mercancías de diferente naturaleza: industrial, ferretería, jardinería, automoción, e-commerce, alimentación seca no refrigerada o bebidas, entre otras.  
Para garantizar esta optimización, los operadores logísticos se dotan de modernos almacenes equipados con las últimas tecnologías en gestión de stocks (como el software GSA) y con equipos humanos altamente profesionales y experimentados en el área de logística. De ese modo se consigue un mayor control de los activos de los clientes, así como una reducción de costos.

### Logística de distribución
La logística de distribución incluye la gestión de los flujos físicos, hoy conocida como DFI (distribución física internacional) y DFN (distribución física nacional), como base para las empresas que determinen el tipo o sistema más conveniente para el flujo dinámico de su inventario, de información y administrativos siguientes:
- La previsión de la actividad de los centros logísticos.
- El almacenamiento.
- El costo, la caducidad y la calidad de las mercancías.
- El traslado de mercancías de un lugar a otro del almacén con los recursos y equipos necesarios.
- La preparación de los pedidos o la ejecución de cross-docking (tránsito).
- Algunas veces, la realización de pequeñas actividades de transformación del producto (kitting, etiquetado…).
- El transporte de distribución hasta el cliente.
- El flujo correcto de los bienes para que se pueda realizar la relación costo/beneficio.

Todo esto retribuirá en menor costo, mejor calidad del producto y eliminación de la caducidad.

### Logística inversa
La logística inversa es una estrategia en la gestión de la cadena de suministro en la que una empresa recopila y reutiliza parte de su bien distribuido. Normalmente, una red de cadena de suministro crea un camino para que las empresas lleguen a los consumidores. Sin embargo, en logística inversa, las empresas crean una nueva red de cadena de suministro que funciona al revés y permite a los consumidores llegar a la empresa.
Las organizaciones que implementan logística inversa reducen sus desechos y su impacto ambiental, son accesibles para los consumidores y mejoran la ciudadanía general.
La logística inversa incluye la gestión de los flujos físicos, de información y administrativos siguientes:
- Recogida del producto en las instalaciones del cliente.
- Puesta en conformidad, reparación, reintegración en stock, destrucción, reciclaje, embalaje y almacenaje.

## Profesionales de la logística
La logística se ha convertido en una profesión muy atractiva dentro del ámbito industrial y comercial, pero por encima de todo a nivel académico. El Índice de Desempeño Logístico (IDL) de 2014, un estudio reciente llevado a cabo por el Banco Mundial, considera que la formación de los especialistas en logística y gestión de la cadena de suministro es una de las tareas más importantes para el funcionamiento de la economía global.
Actualmente, los puestos directivos de gerencia media o superior requieren un título académico, con el fin de poder controlar y optimizar las complejas cadenas de suministro globales, desde el proveedor de la materia prima, hasta el consumidor final. Ya existen numerosas universidades que ofrecen programas de licenciatura o máster especializados en Logística y Gestión de la Cadena de Suministro. 
Una universidad, en la que la investigación y la enseñanza se centra en la Gestión y la Logística de la Cadena de Suministro, es la Universidad Kühne Logistics en Hamburgo (Alemania).
Además de un profundo conocimiento de la Logística y de la Gestión de la Cadena de Suministro, se deben tener excelentes habilidades interculturales y hablar varios idiomas. También es requisito sine qua non tener un pensamiento global y analítico, aparte de capacidad organizativa y habilidades comunicativas y de liderazgo. También resultan muy útiles para llevar a cabo negociaciones contractuales con proveedores logísticos o para preparar decisiones de fabricar o comprar, tener conocimientos sobre economía y por supuesto, es obligatorio poseer un conocimiento profundo sobre los procesos y en materia legal.

## Desafíos de la logística internacional
La logística internacional presenta varios desafíos complejos que pueden obstaculizar el flujo sin problemas de las operaciones comerciales globales. Algunos de los desafíos clave que enfrentan las empresas cuando operan internacionalmente

#### La logística internacional presenta varios desafíos complejosComplejidades aduaneras y regulatorias
Las normas y regulaciones aduaneras varían de un país a otro, lo que hace que la gestión de envíos internacionales sea compleja y lleve mucho tiempo. Las empresas deben cumplir con los requisitos aduaneros específicos de cada país para evitar retrasos y problemas al cruzar las fronteras. Los documentos aduaneros, como facturas comerciales, certificados de origen y licencias de importación, deben prepararse cuidadosamente para garantizar un envío sin problemas.

#### Gestión del tiempo de entrega
Los plazos de entrega pueden ser un gran desafío en la logística internacional. Las distancias más largas y las limitaciones de transporte pueden provocar retrasos imprevistos en los plazos de entrega. Además, las huelgas, las condiciones climáticas adversas y los problemas logísticos locales también pueden afectar los horarios de entrega planificados. Es esencial establecer sistemas de seguimiento y gestión de envíos para minimizar los retrasos y mantener a los clientes informados de los tiempos de entrega estimados.

#### Gestión de costes
La logística internacional puede ser costosa debido a las tarifas de transporte, derechos de aduana, impuestos y gastos adicionales relacionados con las operaciones transfronterizas. Las empresas deben encontrar un equilibrio entre la reducción de costos y el cumplimiento de los requisitos de sus clientes. La consolidación de los envíos, el uso de servicios de transporte multimodal y la negociación de tarifas competitivas con los proveedores de servicios logísticos pueden ayudar a reducir los costos generales de la cadena de suministro.

#### Gestión de riesgos
La gestión eficaz de riesgos es un aspecto crucial de la logística internacional. Las empresas deben considerar los riesgos relacionados con retrasos en la entrega, daños a los bienes, robo, problemas de calidad, seguridad y, cada vez más, la escasez de mano de obra especializada, como conductores de camiones, lo que puede afectar significativamente la continuidad operativa y la eficiencia de las cadenas de suministro. Una planificación minuciosa, una cobertura de seguro adecuada y asociaciones sólidas con transportistas confiables pueden ayudar a minimizar los riesgos y garantizar la seguridad del envío.

#### Comunicación y Coordinación Internacional
La comunicación y la coordinación eficientes entre las diversas partes interesadas internacionales son esenciales para garantizar una logística fluida y sin problemas. Las barreras lingüísticas, las diferencias culturales y las zonas horarias pueden complicar la comunicación y provocar malentendidos o retrasos. El uso de tecnologías de comunicación avanzadas, como los sistemas de gestión de transporte (TMS) y las plataformas de seguimiento de envíos, puede facilitar la coordinación y mejorar la visibilidad de la cadena de suministro.
Hacer frente a estos desafíos requiere un enfoque estratégico y adaptativo para la gestión logística internacional. Las empresas que pueden navegar estas complejidades de manera efectiva están mejor posicionadas para prosperar en el mercado global y proporcionar servicios confiables a sus clientes en todo el mundo.

## Principales indicadores (KPI) de la logística
Los indicadores deben permitir:
- Medir con de las varias organizaciones (proveedores, transportadores, almacenes reguladores, servicios logísticos…).
- Gestionar la actividad en relación con los objetivos principales del oficio (nivel de servicio, stock, coste, productividad…).

### Ejemplo de indicadores destock
- Evolución de la cobertura de stock.
- Evolución de la demanda.
- Evolución de la obsolescencia.
- Evolución de valores.
- Rotación de mercancía.
- Duración del inventario.
- Valor económico del inventario.
- Exactitud de los inventarios.

### Ejemplo de indicadores de la función de compras y suministro
- Fiabilidad de la planificación.
- Plazo de entrega.
- Tasa de disponibilidad.
- Tasa de servicio.
- Evolución del número de pedidos o líneas de pedidos.
- Certificación de proveedores.
- Nivel de cumplimiento.

### Ejemplos de indicadores de almacenamiento y bodegaje
- Seguimiento del absentismo.
- Evolución del volumen tratado en cada proceso del almacén.
- Primeras Entradas y Primeras Salidas (PEPS).
- Seguimiento de la utilización de las capacidades.
- Tasa de servicio de cada proceso.
- Mejor producción para la empresa.
- Costo de unidad almacenada.
- Costo de unidad despachada.
- Costo metro cuadrado.
- Unidades despachadas o acondicionadas por empleados.
- Costo de despachos por empleado.
- Nivel de cumplimiento de despachos.
- Nivel de puntualidad.

### Ejemplos de indicadores del transporte
- Seguimiento de la utilización de las capacidades.
- Seguimiento del coste por unidad de transporte, por ruta de transporte, vale decir, valorización de condiciones óptimas.
- Tasa de servicio.
- Nivel de servicio.
- Órdenes despachadas a tiempo.
- Tiempos de entrega.
- Daño en el transporte o daño de fábrica.
- Participación por transporte o vía de embarque.
- Costo de distribución global y por transporte contra la venta mensual o anual.
- Costo operativo por conductor.

## Actores de la logística
La especialización de la logística se traduce en el crecimiento de la parte subcontratada. Así, las empresas industriales y comerciales se concentran en sus oficios (core business).
Se puede clasificar los operadores logísticos, pero también las empresas clientes en función del grado de externalización de sus logísticas.
- Los 1PL (First Party Logistics): no se subcontrata ningún servicio.
- Los 2PL (Second Party Logistics): externalización del transporte.
- Los 3PL (Third Party Logistics): externalización del transporte, del almacenaje y su gestión.
- Los 4PL (Fourth Party Logistics):externalización del transporte, del almacenaje y su gestión, además de la resolución de problemáticas más globales: puesta en marcha de herramientas, puesta a disposición de conocimientos y sistemas para conseguir el objetivo.
- Superior a 4PL: externalización más amplia, el operador se responsabiliza de la optimización de una cadena global, incluyendo su cliente, los clientes de este y los proveedores de su cliente.

## El mercado inmobiliario logístico
En el mercado inmobiliario logístico, donde generalmente predomina el alquiler, existen diferentes productos inmobiliarios que se adaptan a las necesidades de cada operativa logística, ya sea para la logística de almacenaje (naves logísticas), la logística de distribución (naves de distribución) y la logística de mayor rotación (naves de cross-docking). En cada uno de estos casos es necesario conocer las necesidades concretas de cada operativa para construir naves que maximicen la rentabilidad del negocio del operador y la rentabilidad inmobiliaria del propietario.